# Тверь (бизнес-центр)
Бизнес-центр «Тверь» (ранее — гостиница «Тверска́я», в просторечии «Рюмка») — здание высотой 77 м, расположенное в Твери в Смоленском переулке, недалеко от пересечения с улицей Вагжанова, на территории Центрального района. Годы строительства: 1977—1989 г. Главный конструктор — Зиновий Моисеевич Ярмолинский (г. Иерусалим, Израиль), известный в СССР (а также в России и Израиле) конструктор. Архитектор — Ольга Леонидовна Палиева (г. Тверь).
Владелец здания — ОАО «Тверь» 

## История
«Тверская» — один из долгостроев: её предполагалось сдать ещё к Олимпиаде 1980 года и использовать для размещения гостей Олимпиады. Однако вовремя достроить гостиницу не удалось, и работы были прекращены . С тех пор здание практически не использовалось.
В прессе неоднократно появлялись сведения об аварийном состоянии здания (недопустимый наклон, размыв фундамента подземными водами), однако они опровергались его владельцами со ссылками на результаты проведённой экспертизы.
Техническим обследованием, проведённым в 2005 году инженерной фирмой «Тверьстройдиагнозпроект» здание признано пригодным к эксплуатации. Как написано в отчёте: «категория технического состояния несущих и ограждающих конструкций здания — работоспособное».
Здание длительное время используется как телецентр: в нём расположена телекомпания «Тверской проспект», а на крыше находится телевизионная антенна.
В 2007 году в здании начались ремонтные работы, при этом предполагается устроить в здании офисный центр.
В 2007 году начались работы по переоборудованию здания. Алексей Екименко, начальник строительства: «Ранее запроектированные номера устарели и не соответствуют современным потребностям для проживания людей». В итоге было принято решение перепрофилировать здание под офисный центр — когда-то в Америке небоскрёбы появились именно как офисные здания. На 15 этажах здания разместятся 200 контор разной площади. «Можно будет снять хоть весь этаж», — рассказывает Алексей Екименко. Кроме офисных сотрудников небоскрёб смогут посещать и простые граждане: будет смотровая площадка. По плану работы должны были быть завершены в 2009 году. На сегодняшний день внешний ремонт «Рюмки» закончен, в здании установлены семь скоростных лифтов, работы продолжаются.
В 2013 году состоялось открытие, «Рюмка» получила название «Бизнес-центр „Тверь“», в нём располагаются офисные помещения, также присутствует концертный зал.

## Архитектура
Здание имеет пространственную монолитную железобетонную оболочку, в виде усечённой пирамиды, как предполагалось, для экономии места и возможности естественного освещения лобби гостиницы. Использование пространственной монолитной железобетонной оболочки делает здание уникальным. Всего в здании 22 этажа включая технические. Над несущей оболочкой расположены 15 этажей номеров гостиницы, выполненных из сборных железобетонных (ЖБ) конструкций производства местного домостроительного комбината. В здании сборно-монолитное ядро жёсткости. Фундамент здания покоится на 900 глубоких ЖБ забивных сваях (30 рядов по 30 свай, с шагом 1 м). Над сваями установлен мощный монолитный ЖБ ступенчатый ростверк высотой 5 м.
Гостиница «Тверская» запроектирована Тверским проектным институтом «Калинингражданпроект». Расчёт здания был выполнен инженером З. М. Ярмолинским — главным конструктором проектного института. Проверочный расчёт на ЭВМ был выполнен московским проектным институтом «Моспроект-1». Инструментальное наблюдение за ростверком здания исполнено центральным московским институтом «Фундаментпроект».
Здание обшито теплоизолирующими композитными алюминиевыми плитами, балконная часть остеклена. В здании установлены семь лифтов.